# Richard Tormen
Richard Gino Tormen Méndez (nascido em 10 de outubro de 1951) é um ex-ciclista chileno que participou em dois eventos nos Jogos Olímpicos de Montreal 1976.